# قصف داروين (فبراير 1942)
الغارة الجوية على داروين (بالإنجليزية: bombing of Darwin)‏، قامت القوات الجوية التابعة للإمبراطورية اليابانية بغارة جوية على مدينة داروين في الإقليم الشمالي في أستراليا والتي تعرض الجيش الأسترالي والقوات الأمريكية لخسائر بشرية ومادية، بحيث اشتعل فيها النيران واحرقت كل طائرات التحالف بفعل القصف الجوي.

## الغارات الجوية

### الغارة الأولى
أطلقت حاملات الطائرات اليابانية الأربعة 188 طائرة في صباح 19 فبراير. كان الهدف الرئيس لطواقمها مهاجمة السفن ومرافق الموانئ في ميناء داروين. تألفت الطائرات من 81 قاذفة خفيفة من طراز ناكاجيما بي 5 إن (المسماة «كيت») و71 قاذفة انقضاضية من طراز آيتشي دي 3 إيه («فال») وحامية مكونة من 36 مقاتلة من طراز ميتسوبيشي إيه 6 إم («زيرو»). صممت طائرة بي 5 إن لتكون قاذفة طوربيد، إلا أنها قادرة أيضًا على حمل قرابة 800 كليوغرام (1800 رطلًا) من القنابل ولا دليل على استخدام الطوربيدات في هذه الحادثة؛ كانت طائرة دي 3 إيه قادرة على حمل قرابة 514 كيلوغرام (1133 رطلًا) من القنابل. انطلقت كل هذه الطائرات الساعة 8:45 صباحًا. قاد هذه الموجة المقدم ميتسو فوكيدا والذي قاد أيضًا الموجة الأولى من المهاجِمات خلال الغارة على ميناء بيرل.
أسقطت طائرات زيرو في طريقها إلى داروين طائرة كونسوليديتد بي بي واي كاتالينا تابعة للبحرية الأمريكية وهاجمت طائرة دوغلاس سي-47 سكاي ترين تابعة لسلاح الجو الأمريكي متواجدة على الأرض بالقرب من جزيرة ملفيل. في الساعة 9:35 صباحًا، أرسل الأب ماكغراث من إرسالية القلب المقدس في جزيرة باتهيرست -والذي كان أيضًا من مراقبي الساحل الأستراليين- رسالة باستخدام راديو يعمل بالدواسة إلى محطة راديو أمالغاميتيد البريدية اللاسلكية في داروين مفادها أن عددًا كبيرًا من الطائرات كانت تحلق في السماء وتتجه جنوبًا. نُقلت الرسالة إلى عمليات القوات الجوية الملكية الأسترالية في الساعة 9:37 صباحًا. لم يطلق أي إنذار عام حتى الساعة 10 صباحًا تقريبًا لأن ضباط القوات الجوية الملكية الأسترالية هناك اعتبروا خطًا أن الطائرات المرصودة هي طائرات بّي-40 الأمريكية العشرة العائدة إلى داروين بعد أن أجبرتها تقارير عن سوء الأحوال الجوية على إلغاء رحلة إلى جزيرة جاوة عبر كوبانغ الواقعة غرب جزيرة تيمور. لذا لم تطلق صفارات الإنذار بالغارات الجوية في داروين قبل الغارة.
انفصل الرقيب يوشيكازو ناغاهاما -الذي كان يحلق في مقاتلة زيرو مرافقة- عن سربه في أثناء مهاجمته طائرة قارب بي بي واي ووصل إلى سماء المدينة وحيدًا قبل القوة الضاربة التي كانت تنعطف لتهاجم من الجنوب. اشتبك مع خمس مقاتلات بّي-40 وارهوك تابعة لسلاح الجو الأمريكي وأسقط أربعةً منها.
بدأ وصول المهاجمات اليابانية إلى سماء داروين في الساعة 9:58 صباحًا. كانت السفينة غانبار التابعة للبحرية الأسترالية الملكية أول سفينة هوجمت إذ أطلقت عليها النيران من قبل عدة مقاتلات زيرو. في هذا الوقت تقريبًا أُطلقت صفارات إنذار المدينة متأخرة. نفذ اليابانيون بعدها هجمات قصف انقضاضية وهجمات مستوية على السفن في ميناء داروين. استمرت هذه الهجمات 30 دقيقة وكانت نتيجتها إغراق ثلاث سفن حربية وست سفن تجارية بالإضافة إلى إلحاق أضرار بعشر سفن أخرى. السفن التي أُغرقت هي يو إس إس بيري وإيش إم إيه إس ميف ويو إس إيه تي ميغز وإم في نيبتونا (التي انفجرت في أثناء رسوها في رصيف داروين الرئيس) وزيلانديا وإس إس مونا لوا وإم في بريتيش موتوريست. غرقت ناقلة النفط كارالي وسفينة تخزين الفحم كيلات لاحقًا. لقي 21 عاملًا على الأقل كانوا يعملون على رصيف الميناء حتفهم عند قصفه.
أُسقطت كل طائرات بّي-40 أو دمرت على الأرض في مطار داروين عدا واحدة. قصفت الطائرات اليابانية القاعدة والمطار المدني بالإضافة إلى ثكنات الجيش في المدينة ومخزن النفط. لحقت أضرار جسيمة بكل هذه المنشآت.
بدأت القاذفات بمغادرة منطقة داروين قرابة الساعة 10:10. انتبهت طواقمها في أثناء عودتها إلى حاملات الطائرات لوجود سفينتي شحن مسجلتين للفيليبين خارج الميناء مباشرة وهما فلورنس دي ودون إيزيدرو. ساهمت هذه المعلومة بالتخطيط للغارة الثانية بعد ظهر ذلك اليوم (ما أدى إلى إغراق السفينتين).
لم تتعد خسائر اليابانيين خمس طائرات وثلاثة من أفراد الطواقم. هبطت بسلام 34 طائرة يابانية متضررة من المعركة. قُتل المساعد كاتسويوشي تسورو والرقيب أول (صف أول) تاكيزو أوتشيكادو عندما تحطمت القاذفة آيتشي الانقضاضية (رقم إدارة  3304 ورقم الذيل All-254) قرب قاعدة داروين التابعة لسلاح الجو الملكي الأسترالي. أُسر الرقيب هاجيم تويوشيما (المعروف أيضًا باسم تاداو مينامي) بعد هبوط طائرته زيرو المحطمة (bu. no. b. n.5349، رقم الذيل BII-124) في جزيرة ميلفيل. من الذين قفزوا من الطائرة قرب الأسطول الياباني وأُنقذوا العريف صف أول يوشايو إيغاوا وطاقم آيتشي العريف صف أول تاكيشي يامادا والعريف صف أول كينجي فونازاكي. اكتشفت في السجلات اليابانية في عام 2013 إشارة إلى قاذفة طوربيد من طراز ناكاجيما تضرر دولابها بسبب «طلق ناري» وأنقذ فردا طاقمها (غير معروفين) بعد أن قفزا منها (من قبل المدمرة تانيكازي).
كانت نيران الحلفاء الأرضية شديدة نسبيًّا وهي على الأرجح سبب إسقاط كل الطائرات اليابانية التي أسقطت عدا اثنتين. لم يبق سوى واحد من طياري بّي-40 في الجو خلال الهجوم الأول وهو الملازم أول روبيرت أوسترايتشر والذي نسبت له المصادر الأمريكية واليابانية إسقاط طائرة آيتشي وإلحاق الضرر بأخرى. يُعتقد أن إسقاط مقاتلة زيرو الخاصة بتويوشيما سببته نيران الأسلحة الخفيفة من قبل الجنديين توم لامب ولين أوشيا من الكتيبة 19. يعتقد معظم مؤرخي الطيران أن طائرة آيتشي الخاصة بتسورو ويوشيكازو أسقطت بفعل نيران أرضية ربما من معسكر كبير للجيش الأسترالي في وينيلي. أبلغ إيغاوا أن الضرر الذي لحق بمقاتلته سببه الاصطدام بشجرة في داروين.

### الغارة الثانية
وصلت الموجة الثانية المؤلفة من 54 قاذفة أرضية متوسطة (37 قاذفة ميتسوبيشي جي 3 إم و27 قاذفة ميتسوبيشي جي 4 إم) إلى سماء داروين قبل منتصف النهار بقليل. أُطلقت صفارات إنذار المدينة في الساعة 11:58 صباحًا عند رصد القاذفات. انقسمت القوة اليابانية إلى مجموعتين تحلقان على ارتفاع 18000 قدم (5500 متر). هاجمت إحدى هاتين التشكيلتين قاعدة داروين التابعة لسلاح الجو الملكي الأسترالي من الجنوب الغربي بينما اقتربت التشكيلة الأخرى من الشمال الشرقي. وصلت التشكيلتان فوق القاعدة في نفس الوقت وألقتا قنابلهما في آن واحد. التفتت بعدها القاذفات اليابانية ونفذت هجومًا ثانيًا على القاعدة. لم تتمكن المدفعية الثقيلة الأسترالية المضادة للطيران من إسقاط أو إلحاق الضرر بأي من الطائرات اليابانية التي حلقت على ارتفاع عالٍ بسبب فواصم كهربائية معيبة. غادرت القاذفات منطقة داروين قرابة الساعة 12:20 بعد الظهر.
ألحقت الغارة أضرارًا جسيمة بقاعدة داروين دون وقوع الكثير من الضحايا. دمرت ست قاذفات خفيفة من طراز هادسن من الطائرات الموجودة في القاعدة وتضررت بشدة طائرة هادسن أخرى وطائرة ويراوي. دُمرت طائرتا بّي-40 أمريكيتان وقاذفة بي-24 ليبراتور. قُتل ستة من أفراد سلاح الجو الأسترالي الملكي. يذكر كتاب لويس وإينغمان 30 طائرة مدمرة.

## الخسائر
كانت خسائر من جانب قوات التحالف (الأمريكي والأسترالي) هي مقتل مابين 250 و320 جندياً وإصابة نحو مابين 300 إلى 400، وتدمير 23 طائرة واحراق 10 سفن حربية وإصابة 25 سفينة عسكرية، بينما خسائر الجيش الإمبراطوري الياباني لا تتعدى سقوط 7 طائرات.

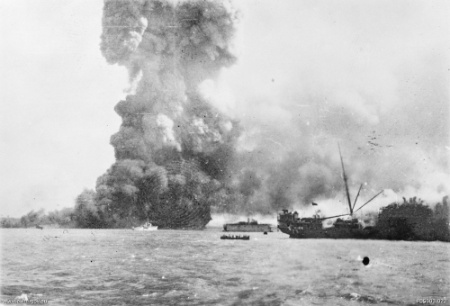
انفجار قوي في داروين
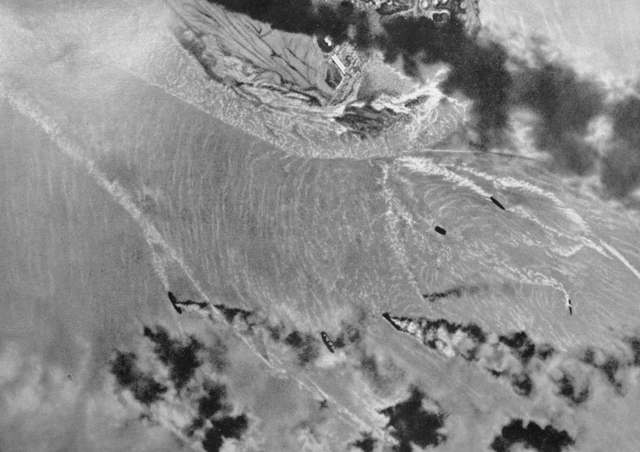
صورة داروين الجوية أثناء القصف
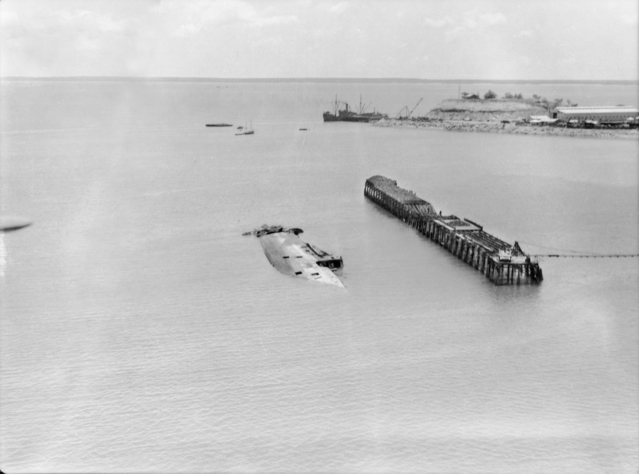
ميناء داروين
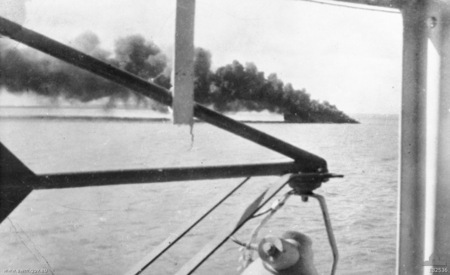
سفينة يو أس أس بيري التابعة للبحرية الأمريكية تحترق
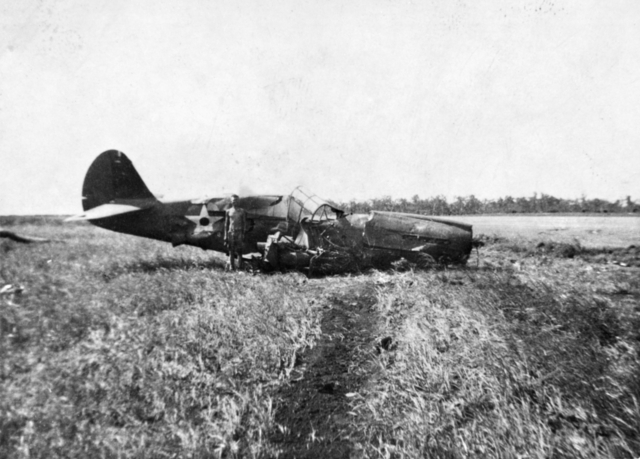
سقوط طائرة بي - 40 إي التابعة للقوات الأمريكية سقطت على الأرض
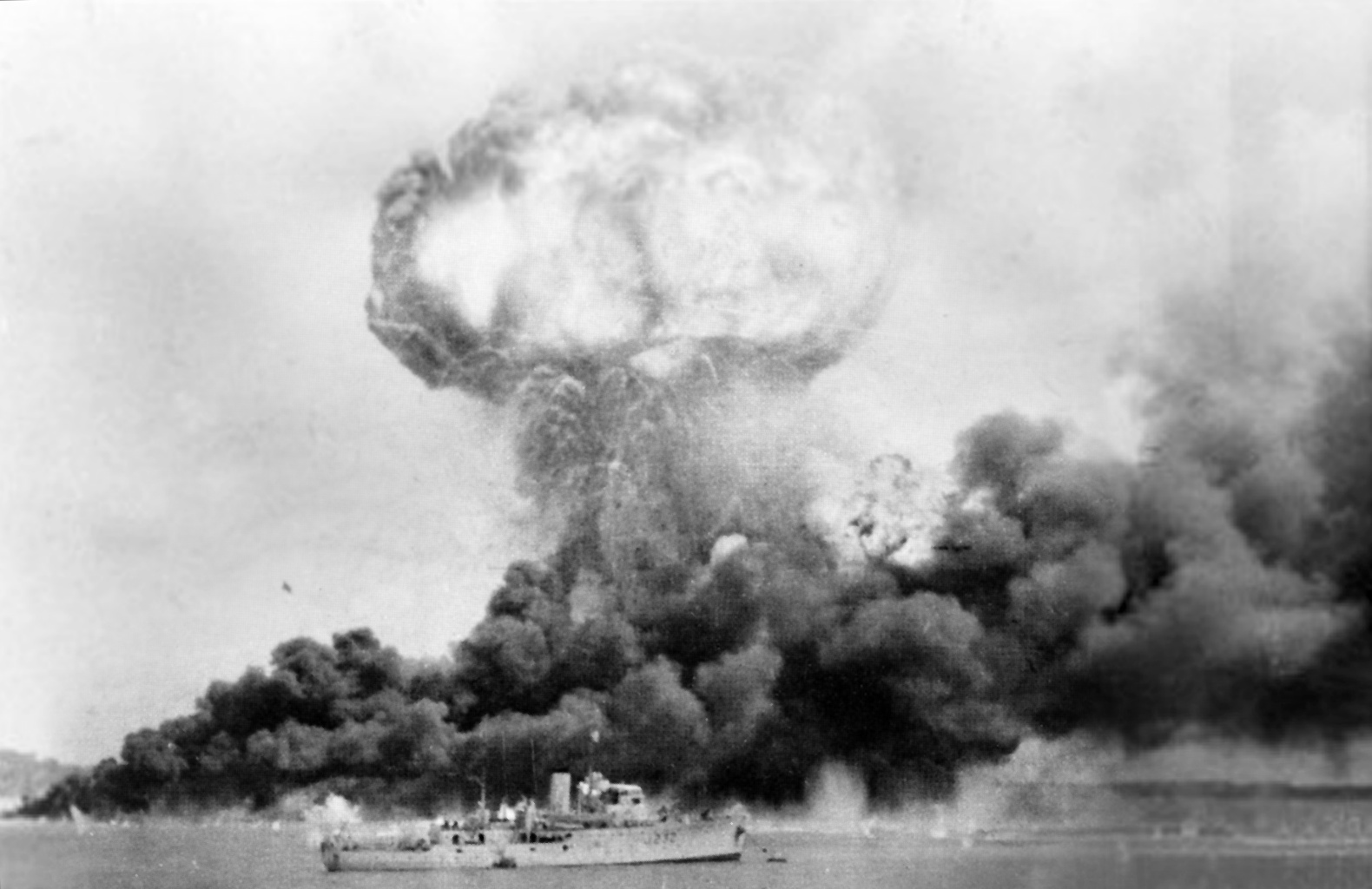
انفجار قوي تضرر قوات التحالف من الهجوم الياباني

## وصلات خارجية
- ABC Bombing of Darwin audio tour
- City of Darwin educational resources on Bombing of Darwin
- Federation Frontline: A secondary school education resource on the bombing of Darwin